# غلاديس لونسبوري هوبي
غلاديس لونسبوري هوبي (بالإنجليزية: Gladys Lounsbury Hobby)‏ (19 نوفمبر 1910- 4 يوليو 1993)، ولدت في مدينة نيويورك، كانت عالمة أحياء دقيقة أمريكية لعبت أبحاثها دورًا رئيسيًا في تطوير وفهم المضادات الحيوية. أخذ عملها على البنسلين من تجربة مختبرية إلى دواء منتج بكميات كبيرة خلال الحرب العالمية الثانية . 